# Romana, Sardinien
Romana är en ort och kommun i provinsen Sassari i regionen Sardinien i Italien. Kommunen hade 538 invånare (2017).